# 58095 Oranienstein
58095 Oranienstein este un asteroid din centura principală, descoperit pe 19 septembrie 1973, de Cornelis van Houten și Ingrid van Houten-Groeneveld.